# Nannaria depalmai
Nannaria depalmai är en mångfotingart som först beskrevs av Ottis Robert Causey 1950.  Nannaria depalmai ingår i släktet Nannaria och familjen Xystodesmidae. Inga underarter finns listade i Catalogue of Life.